# Brynolph Hallborg
Brynolph Hallborg, född 1736 i Herrljunga, död 1792, var en svensk präst och skald. Thomas Thorild såg Hallborgs dikt "Grift-Runor" som en av de mest värdefulla svenska dikterna från 1700-talet.

## Biografi
Hallborg tog sitt namn efter födelseorten, där han föddes 1736. Enligt Samuel Rogberg var han född av fattiga föräldrar. 1758 började han studera i Lund där han blev magister 1763. 1765 blev han komminister i Stengårdshult i Skara stift.
Läroboken Cantilena Glossaria, Eller Rimwis författad Orda-Bok, på Latin och Swenska, som består av ord på latin som har radats upp och rimmats parvis, jämte svenska översättningar, utkom i tre upplagor under sjuttonhundratalet.
Hallborgs diktning var unik i Sverige, och Thomas Thorild menar att hans dikt "Grift-Runor", en niddikt över svärfadern Hans Bjugg, var en av de mest värdefulla svenska dikterna från 1700-talet. Thorild försvarade Hallborgs poesi i sin Critik över critiker.
Hallborg suspenderades vid två tillfällen från sin tjänst som komminister. Den första gången ska detta ha skett för att han stämt Hans Bjugg till tinget och författat en oanständig skrift som cirkulerade brett. Det är inte känt varför Hallborg ogillade sin svärfar så mycket. Vid det andra tillfället suspenderades han för att han ska ha låtit sin son, då tolv år gammal, uppträda på predikstolen iklädd prästkrage.
Hallborg ska även ha varit i en långvarig strid med företrädaren som kyrkoherde i Stengårdshult, en Lars Carlborg. När Carlborg dog var Hallborg kyrkoherde, fram till sin död 1792.